# Das Reich der Sonne
Das Reich der Sonne (Originaltitel: Empire of the Sun) ist ein Monumentalfilm des US-amerikanischen Regisseurs Steven Spielberg aus dem Jahr 1987. Das Drama basiert auf dem gleichnamigen Roman des englischen Autors J. G. Ballard und wurde von den Filmstudios Amblin Entertainment und Warner Bros. produziert.

## Handlung
Shanghai, im Jahre 1941: Der elfjährige Jim lebt zusammen mit seinen Eltern Mary und John Graham im britischen Viertel der chinesischen Hafenstadt, die zu den wichtigsten Marktplätzen Ostasiens zählt. Die Grahams sind reiche Briten, die ein Leben voll von Privilegien und Luxus genießen. Kontakt zur chinesischen Bevölkerung hat die dreiköpfige Familie nur, wenn sie in Limousinen durch die überfüllten Straßen Shanghais chauffiert wird, um beispielsweise an Geschäftsessen oder an einem Maskenball teilzunehmen.
Als sich Flugzeuge am Himmel über Shanghai mehren, ist Jim fasziniert von den japanischen Zeros, deren Piloten als äußerst tapfer gelten. Der Junge interessiert sich sehr für die Fliegerei und kann jeden Flugzeugtyp anhand seiner Silhouette am Himmel erkennen, doch für seine Eltern sind die japanischen Flugzeuge ein böses Omen, das eine japanische Invasion ankündigt. China befindet sich seit mehreren Jahren im Zweiten Japanisch-Chinesischen Krieg. 
Schließlich erreicht der Krieg auch Shanghai, und die wohlgeordnete und perfekte Welt von Jim gerät aus den Fugen. Die Grahams fliehen vor der Invasion der Japaner aus der Stadt, und Jim wird in der von Panik erfüllten Menschenmenge von seinen Eltern getrennt. 
Auf der Suche nach Essen in der besetzten Stadt macht der Junge die Bekanntschaft mit dem zynischen ehemaligen Schiffssteward Basie und dessen Kumpel Frank. Die beiden Amerikaner planen zunächst, Jim zu verkaufen, doch da der Junge so dünn ist, gibt es keine Abnehmer. Alle drei werden nach einem missglückten Einbruch in einem japanischen Lager interniert, wo die Gefangenen die Landebahn eines neu entstehenden Militärflughafens bauen müssen. Jim flüchtet sich in die Welt der Fliegerei, die ihn auch in seinen Träumen begleitet. Von seinen Eltern hat der Junge keine Nachricht, und später kann er sich noch nicht einmal mehr an ihre Gesichter erinnern.
Im Internierungslager wird Basie für Jim eine Art Ziehvater. Basie übernimmt zwar keine Verantwortung für den Jungen, bringt ihm aber vieles bei, und Jim wird im Laufe der Zeit zu einem lebenstüchtigen Kleinunternehmer. Derweil leiden die Gefangenen an willkürlichen Gewaltausbrüchen der japanischen Besatzer, insbesondere nach einem erfolgreichen Angriff der US-Luftwaffe auf den japanischen Flughafen direkt neben dem Lager.
Im Jahre 1945 müssen alle Gefangenen des Internierungslagers ins Landesinnere ziehen. Jim und eine befreundete Frau stellen sich in einem zweckentfremdeten Stadion, das mit geraubten westlichen Luxusgütern vollgestellt ist, tot, um fliehen zu können. Die Frau stirbt in der Nacht. Als Jim es bemerkt, blitzen plötzlich ein gleißendes Licht am Horizont und auch kurz ein paar Polarlichter am Himmel auf. Jim denkt, dass die Seele der Frau in den Himmel gegangen ist. Später erfährt er durch eine Radiosendung, dass er Zeuge des Atombombenabwurfes über Nagasaki war. Der Krieg ist damit beendet.
Jim überlebt dank Nahrungsmittelabwürfen der US-Amerikaner. Er kehrt zum Lager neben dem zerstörten Militärflughafen zurück, trifft dort erst auf Basie und seinen Kumpel und dann auf die US-Armee. Zusammen mit anderen Kindern und Jugendlichen findet er schließlich im Rahmen einer Familienzusammenführung seine Eltern wieder.

## Entstehungsgeschichte
Das Reich der Sonne basiert auf dem gleichnamigen semi-autobiographischen Roman des englischen Schriftstellers J. G. Ballard. Ballard wurde 1930 im chinesischen Shanghai geboren und erlebte als Elfjähriger den japanischen Angriff auf China. Er wurde bis zum Ende des Zweiten Weltkriegs in einem japanischen Zivilgefangenenlager interniert und kehrte 1946 mit seiner Familie nach England zurück. Fast vierzig Jahre später schrieb Ballard über diesen Lebensabschnitt seinen Roman, der 1984 veröffentlicht und von dem britischen Dramatiker Tom Stoppard für die Leinwand adaptiert wurde. Als Regisseur konnte der US-Amerikaner Steven Spielberg verpflichtet werden, der das Drama mit seiner 1982 gegründeten Filmfirma Amblin Entertainment koproduzierte.
Die Dreharbeiten begannen am 1. März 1987. Gedreht wurde überwiegend in den Elstree-Studios in Hertfordshire, England, sowie in den englischen Städten Knutsford (Cheshire) und Sunningdale (Berkshire). Die Außenaufnahmen entstanden unter anderem im spanischen Trebujena und an Original-Schauplätzen in Shanghai. Damit ist Das Reich der Sonne die erste Hollywood-Produktion, die eine Drehgenehmigung für China erhielt.

## Rezeption
Mit Das Reich der Sonne nahm sich Steven Spielberg nach Die Farbe Lila (1985) erneut eines ernsten Themas an. Der Film feierte am 8. Dezember 1987 seine Premiere in den US-amerikanischen Kinos und wurde von den meisten Kritikern gelobt. Negative Stimmen bemängelten jedoch, dass Spielbergs Film mit zu vielen Offenbarungen und Gefängnislager-Klischees arbeiten würde. Der Film war auch Spielbergs am wenigsten erfolgreiches Werk, da die 38 Mio. US-Dollar teure Produktion mit einem Einspielergebnis von nur 22 Mio. US-Dollar zum Misserfolg an den nordamerikanischen Kinokassen avancierte. Ein Grund für den geringen Umsatz war der Umstand, dass zur gleichen Zeit Bernardo Bertoluccis höher eingeschätztes Drama Der letzte Kaiser in den US-amerikanischen Kinos startete, der ebenfalls in China spielt.
Das Reich der Sonne, der am 10. März 1988 in Deutschland startete, war das Karriere-Sprungbrett für den Schauspieler Christian Bale, dem mit fortschreitendem Alter ohne Mühe der Wechsel vom Kinderstar ins Charakterfach gelang.

## Kritiken
- „Von einer narrativen Sichtweise aus gesehen, ist der Film immer interessant. Spielberg ist ein guter Geschichtenerzähler mit einer Vorliebe zum Erzählen. Aber es läuft nie wirklich auf etwas hinaus.“ (Roger Ebert in der Chicago Sun-Times vom 11. Dezember 1987)[2]
- „Aufwändiges und mitreißendes Monumentalgemälde des Krieges im fernen Osten, meisterlich und perfekt inszeniert.“ (VideoWoche)
- „Könnte Steven Spielberg bitte folgende Dinge in seinem nächsten Film vermeiden: Jungen auf Fahrrädern, Wiedergeburt, einen erleuchteten Himmel wie am 4. Juli und einen weiteren zehn- bis zwölf-Jährigen, der sich in einer Erwachsenenwelt abmüht?“ (Desson Howe in der Washington Post vom 11. Dezember 1987)[3]
- „Der mit immensem Aufwand inszenierte Film imponiert vor allem in den Massenszenen; er ist darüber hinaus hervorragend gespielt von dem jungen Hauptdarsteller, dessen Perspektive er rigoros übernimmt. Damit wird er jedoch über weite Strecken zu melodramatisch und bleibt zu wenig informativ“. (Lexikon des internationalen Films)[4]

## Auszeichnungen
Das Reich der Sonne war 1988 bei der Oscar-Verleihung für sechs Academy Awards nominiert, wurde jedoch mit keinem der begehrten Filmpreise ausgezeichnet. Weitere Nominierungen gab es im selben Jahr bei der Golden-Globe-Verleihung, bei der Steven Spielbergs Werk als bester Spielfilm in der Kategorie „Drama“ nominiert war, sowie für die Filmmusik des renommierten US-amerikanischen Filmkomponisten John Williams. 1989 wurde Das Reich der Sonne mit dem British Academy Film Award in den Kategorien Filmmusik, Kamera und Ton prämiert.
Ferner wurde Steven Spielberg mit dem Preis der National Board of Review geehrt und von der Directors Guild of America für die beste Regie nominiert. Hauptdarsteller Christian Bale wurde für seine Rolle als jugendlicher Kriegsflüchtling ebenfalls mit dem Preis der National Board of Review gewürdigt, die er in der eigens für ihn geschaffenen Sonderkategorie Best Juvenile Performance (dt.: Beste jugendliche Leistung) erhielt. Außerdem wurde Bale mit einem Young Artist Award ausgezeichnet.

### Oscar 1988
Nominiert in den Kategorien
- Beste Ausstattung
- Beste Filmmusik
- Beste Kamera
- Beste Kostüme
- Bester Schnitt
- Bester Ton

### British Academy Film Award 1989
- Beste Filmmusik
- Beste Kamera
- Bester Ton

Nominiert in den Kategorien
- Bestes adaptiertes Drehbuch
- Beste Ausstattung
- Beste Kostüme

### Golden Globe Awards 1988
Nominiert in den Kategorien
- Bester Film – Drama
- Beste Filmmusik

### Weitere
American Society of Cinematographers 1988
- Beste Kamera

Directors Guild of America 1988
- nominiert für die beste Regie

Grammy 1989
- nominiert in der Kategorie bestes Instrumental-Album für einen Kino- oder Fernsehfilm

National Board of Review Awards 1987
- Bester Film in englischer Sprache
- Beste Regie
- Beste jugendliche Leistung (Christian Bale)

Young Artist Awards 1989
- Bester Familienfilm – Drama
- Bester jugendlicher Darsteller in einem Kinofilm – Drama